# Carl de Brenner
Carl de Brenner, tidigare Brenner, född 26 september 1696 i Stockholm, död 24 december 1765, var en svensk lagman och häradshövding.

## Biografi
Carl de Brenner föddes 1696 i Stockholm. Han var son till konstnären Elias Brenner och författaren Sofia Elisabet Weber. de Brenner blev 5 februari 1717 student vid Uppsala universitet och började 1 juli 1718 som auskultant i Svea hovrätt. Han blev 5 maj 1722 vice häradshövding och 13 juli 1731 häradshövding i Kopparbergs och Säters län samt Öster-Dalarne. de Brenner var lagman i Kopparbergs läns lagsaga från 24 oktober 1747 och blev vice landshövding där 1754. Han var lagman i Västmanlands och Kopparbergs läns lagsaga 1759-1762. de Brenner avled 1765.
Innehavare av Hagelsnäs i Vika socken.

### Familj
de Brenner gifte sig 20 februari 1735 i Tyska S:ta Gertruds församling, Stockholm med Hedvig Eleonora König (1718–1766). Hon var dotter till lagmannen Christian König och Anna Margareta Weijlandt. De fick tillsammans barnen Sofia Margareta de Brenner (1738–1767) som var gift med kyrkoherden Henrik Höijer i Kumla församling, vice häradshövdingen Carl Fredrik de Brenner (1739–1788), Maria Eleonora de Brenner (1740–1808) som var gift med kyrkoherden Nils Sparrman i Skånela församling, majoren Axel de Brenner (1741–1800) vid arméns flotta, Hedvig Ulrika de Brenner (1742–1824) som var gift med kyrkoherden Per Elof Strangh i Skerike församling, Elisabet de Brenner (född 1743), Christina de Brenner (1744–1838) som var gift med geschworern Magnus Falström, Fredrika de Brenner (död 1801) som var gift med kyrkoherden Adolf Stenhammar i Västra Eds församling, Eleonora de Brenner (född 1747), Anna Elisabet de Brenne (1747–1802) som var gift med majoren Lars af Sillén, Elias de Brenner (född 1748), Christian de Brenner (född 1749), Johanna de Brenner (1749–1814) som var gift med ingenjören Johan Törneman, Charlotta de Brenner (född 1751), Eva de Brenner (1751–1838) som var gift med bergsrådmannen Anders Antonsson Brandberg i Falun, Gustava de Brenner (1753–1815) som var gift med kyrkoherden Johan Fahlcrantz i Kungsåra församling, Hedvig de Brenner (född 1753), Lovisa Ulrika de Brenner (född 1754) och Magdalena de Brenner (1755–1826).